# Sherpa (politica)

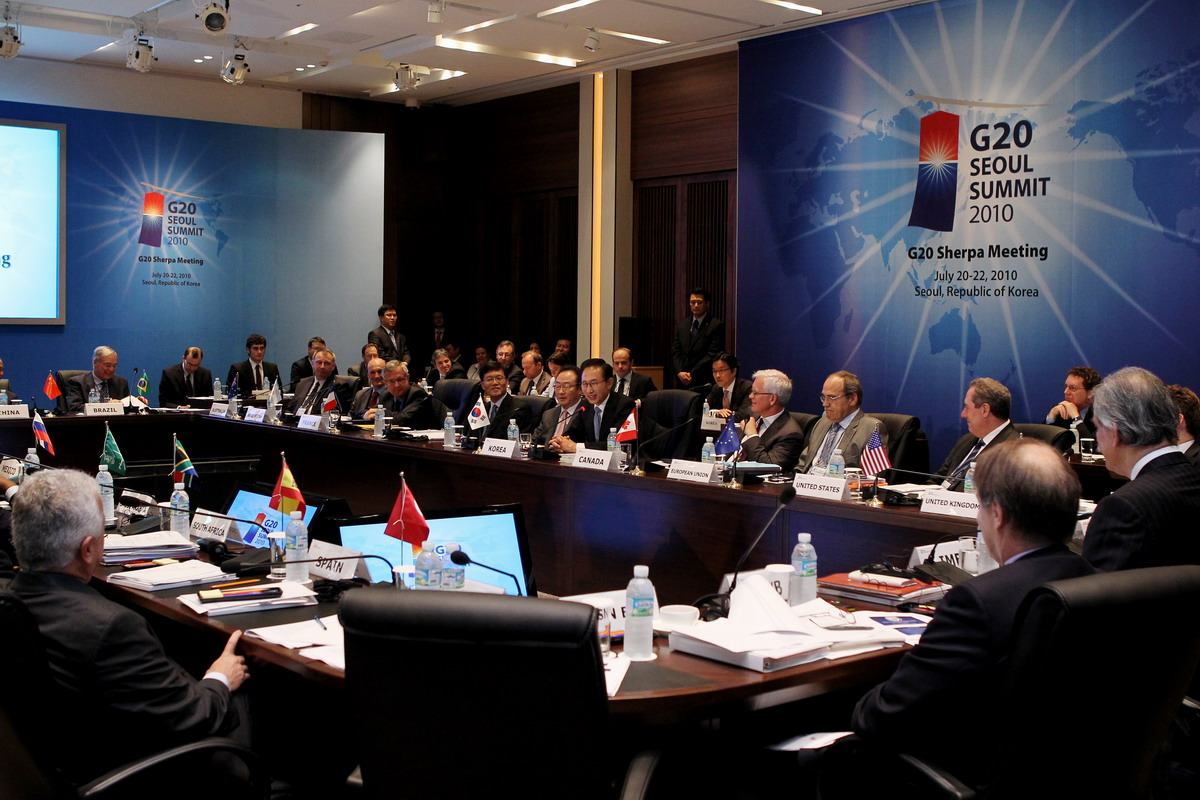
Incontro degli sherpa in preparazione del G20 di Seul (2010)

Uno sherpa è un diplomatico rappresentante personale di un capo di Stato o di un capo del Governo che prepara un vertice internazionale, come quelli del G7 e del G20, e negozia la dichiarazione finale dei leader. Alle riunioni partecipano anche gli sherpa dei paesi invitati dalla presidenza di turno e delle Organizzazioni internazionali. Gli sherpa hanno competenza diretta sui temi non economici, come ad esempio: il commercio, lo sviluppo, l'energia e la lotta al cambiamento climatico, il contrasto alla corruzione e la disoccupazione. I Ministri delle finanze e i Governatori delle Banche centrali si occupano dei temi economici e finanziari che vengono precedentemente analizzati dagli sherpa. Gli sherpa, a loro volta, sono assistiti dai sous-sherpa (o assistenti degli sherpa), nel 2005 riconosciuti dall'Unione Europea come «sottogruppo sherpa».

## Origine del termine
Il termine sherpa è un'allusione agli sherpa nepalesi, per la loro attività di trasportatori nelle spedizioni alpinistiche in Himalaya, come metafora della partecipazione ai "vertici internazionali".
La nuova accezione di questa parola è spesso attribuita al settimanale The Economist, nel 1979. Nel 1991 Robert Armstrong confermò l'ipotesi segnalando che il termine era già in uso quando divenne Segretario di gabinetto di Margaret Thatcher nell'ottobre del 1979.

## Sherpa italiani
Presso la Presidenza del Consiglio dei ministri è attivo l'Ufficio Sherpa G7/G20, facente parte dell'Ufficio del consigliere diplomatico.
Gli sherpa nominati dal Presidente del consiglio pro tempore (dal 2008):
| Anno | G7/G8                | G20                  | note |
| ---- | -------------------- | -------------------- | ---- |
| 2008 | Giampiero Massolo    | Giampiero Massolo    |      |
| 2009 | Giampiero Massolo    | Giampiero Massolo    |      |
| 2010 | Bruno Archi          | Bruno Archi          |      |
| 2011 | Bruno Archi          | Bruno Archi          |      |
| 2012 | Pasquale Terracciano | Pasquale Terracciano |      |
| 2013 | Fabrizio Pagani      | Fabrizio Pagani      |      |
| 2014 | Armando Varricchio   | Armando Varricchio   |      |
| 2015 | Armando Varricchio   | Armando Varricchio   |      |
| 2016 | Mariangela Zappia    | Mariangela Zappia    |      |
| 2017 | Mariangela Zappia    | Mariangela Zappia    |      |
| 2018 | Mariangela Zappia    | Pietro Benassi       |      |
| 2019 | Pietro Benassi       | Pietro Benassi       |      |
| 2020 | Pietro Benassi       | Pietro Benassi       |      |
| 2021 | Luigi Mattiolo       | Luigi Mattiolo       | *    |

* Giuseppe Scognamiglio, capo "Delegazione per la presidenza italiana del G20" a Roma 2021.